# Astomaea seselifolia
Astomaea seselifolia là một loài thực vật có hoa trong họ Hoa tán. Loài này được (A.DC.) Rauschert mô tả khoa học đầu tiên năm 1982.